# Angervilliers
Angervilliers és un municipi francès, situat al departament de l'Essonne i a la regió de Illa de França. L'any 2007 tenia 1.598 habitants.
Forma part del cantó de Dourdan, del districte de Palaiseau i de la Comunitat de comunes del País de Limours.

## Demografia

### Població
El 2007 la població de fet d'Angervilliers era de 1.598 persones. Hi havia 499 famílies, de les quals 59 eren unipersonals (28 homes vivint sols i 31 dones vivint soles), 134 parelles sense fills, 267 parelles amb fills i 39 famílies monoparentals amb fills.
La població ha evolucionat segons el següent gràfic:
Habitants censats

### Habitatges
El 2007 hi havia 549 habitatges, 507 eren l'habitatge principal de la família, 14 eren segones residències i 28 estaven desocupats. 501 eren cases i 43 eren apartaments. Dels 507 habitatges principals, 446 estaven ocupats pels seus propietaris, 51 estaven llogats i ocupats pels llogaters i 10 estaven cedits a títol gratuït; 5 tenien una cambra, 13 en tenien dues, 62 en tenien tres, 117 en tenien quatre i 310 en tenien cinc o més. 430 habitatges disposaven pel capbaix d'una plaça de pàrquing. A 148 habitatges hi havia un automòbil i a 338 n'hi havia dos o més.

### Piràmide de població
La piràmide de població per edats i sexe el 2009 era:
| Homes | Edats   | Dones |
| ----- | ------- | ----- |
| 4     | 95 o +  | 8     |
| 12    | 90 a 94 | 0     |
| 4     | 85 a 89 | 16    |
| 4     | 80 a 84 | 16    |
| 8     | 75 a 79 | 28    |
| 12    | 70 a 74 | 12    |
| 20    | 65 a 69 | 8     |
| 24    | 60 a 64 | 24    |
| 20    | 55 a 59 | 32    |
| 52    | 50 a 54 | 44    |
| 68    | 45 a 49 | 64    |
| 56    | 40 a 44 | 68    |
| 48    | 35 a 39 | 44    |
| 48    | 30 a 34 | 52    |
| 20    | 25 a 29 | 24    |
| 68    | 20 a 24 | 32    |
| 76    | 15 a 19 | 72    |
| 56    | 10 a 14 | 36    |
| 56    | 5 a 9   | 44    |
| 20    | 0 a 4   | 40    |

## Economia
El 2007 la població en edat de treballar era de 1.029 persones, 794 eren actives i 235 eren inactives. De les 794 persones actives 761 estaven ocupades (382 homes i 379 dones) i 33 estaven aturades (16 homes i 17 dones). De les 235 persones inactives 56 estaven jubilades, 115 estaven estudiant i 64 estaven classificades com a «altres inactius».

### Ingressos
El 2009 a Angervilliers hi havia 525 unitats fiscals que integraven 1.586 persones, la mediana anual d'ingressos fiscals per persona era de 24.536 €.

### Activitats econòmiques
Dels 46 establiments que hi havia el 2007, 1 era d'una empresa extractiva, 1 d'una empresa alimentària, 2 d'empreses de fabricació d'altres productes industrials, 11 d'empreses de construcció, 8 d'empreses de comerç i reparació d'automòbils, 3 d'empreses de transport, 2 d'empreses d'informació i comunicació, 1 d'una empresa financera, 3 d'empreses immobiliàries, 3 d'empreses de serveis, 7 d'entitats de l'administració pública i 4 d'empreses classificades com a «altres activitats de serveis».
Dels 12 establiments de servei als particulars que hi havia el 2009, 1 era una autoescola, 3 paletes, 2 guixaires pintors, 2 fusteries, 1 lampisteria, 1 empresa de construcció i 2 perruqueries.
Dels 3 establiments comercials que hi havia el 2009, 1 era una botiga de menys de 120 m², 1 una peixateria i 1 una botiga de material de revestiment de parets i terra.

## Equipaments sanitaris i escolars
L'únic equipament sanitari que hi havia el 2009 era una farmàcia.
El 2009 hi havia 1 escola maternal i 1 escola elemental.

## Poblacions més properes
El següent diagrama mostra les poblacions més properes.